# Klingenthal

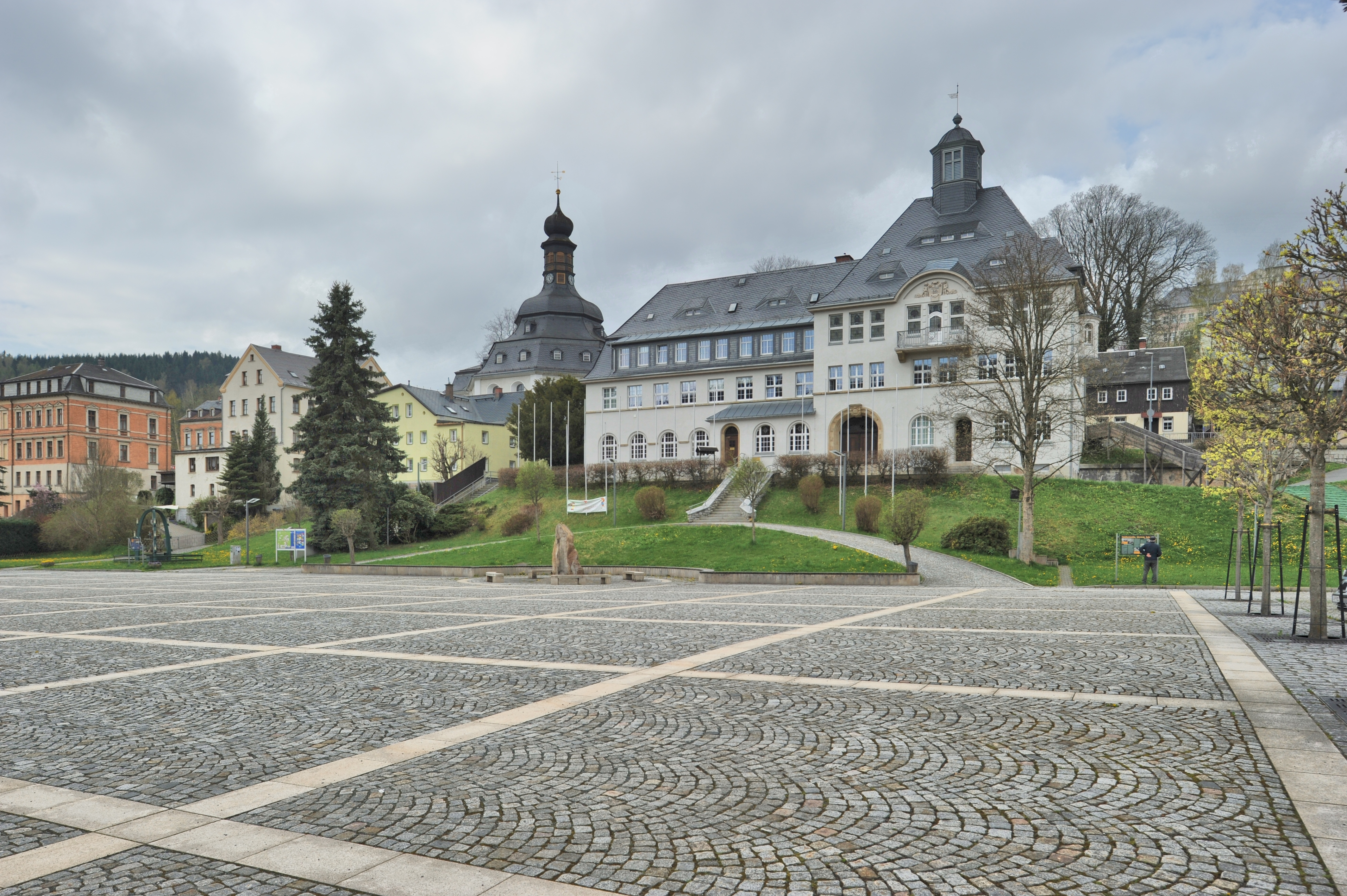
Marktplatz von Klingenthal

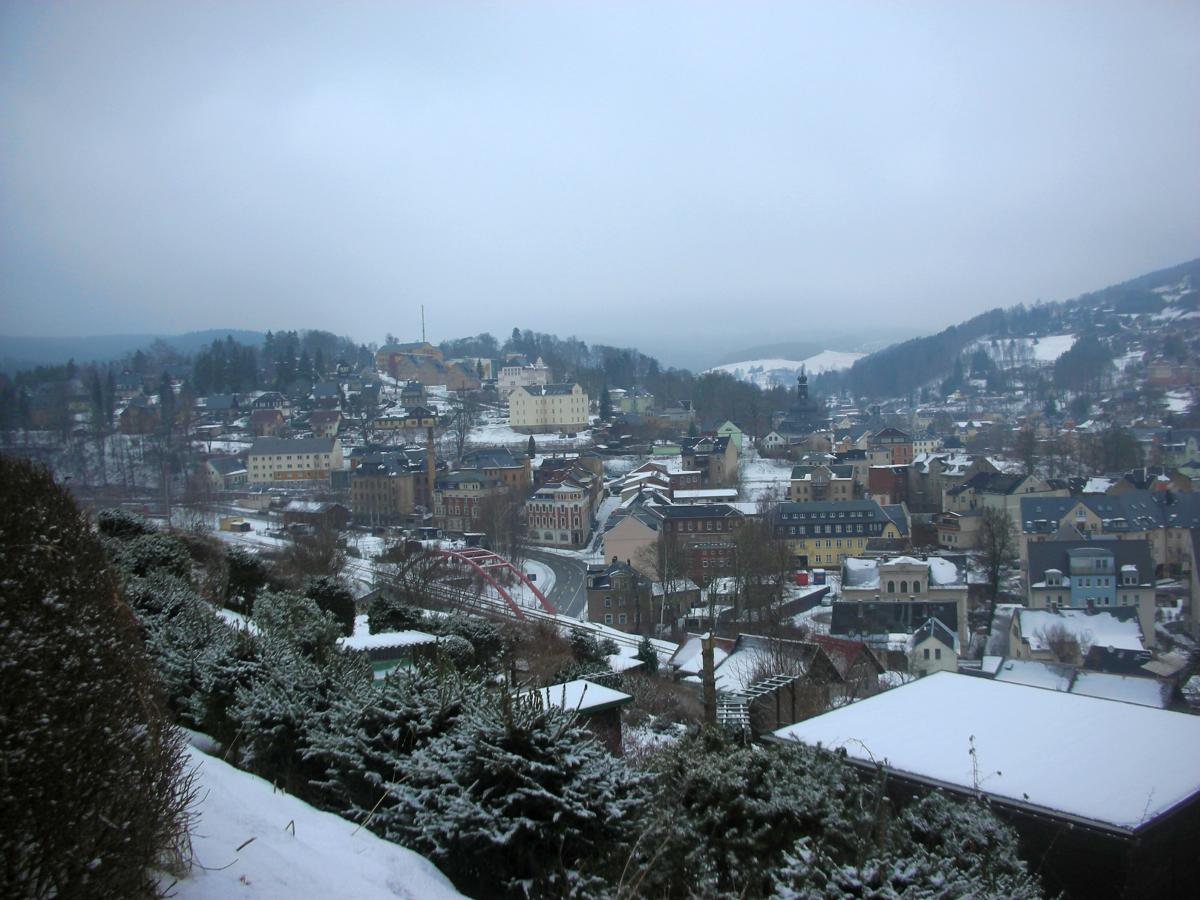
Blick auf das Zentrum

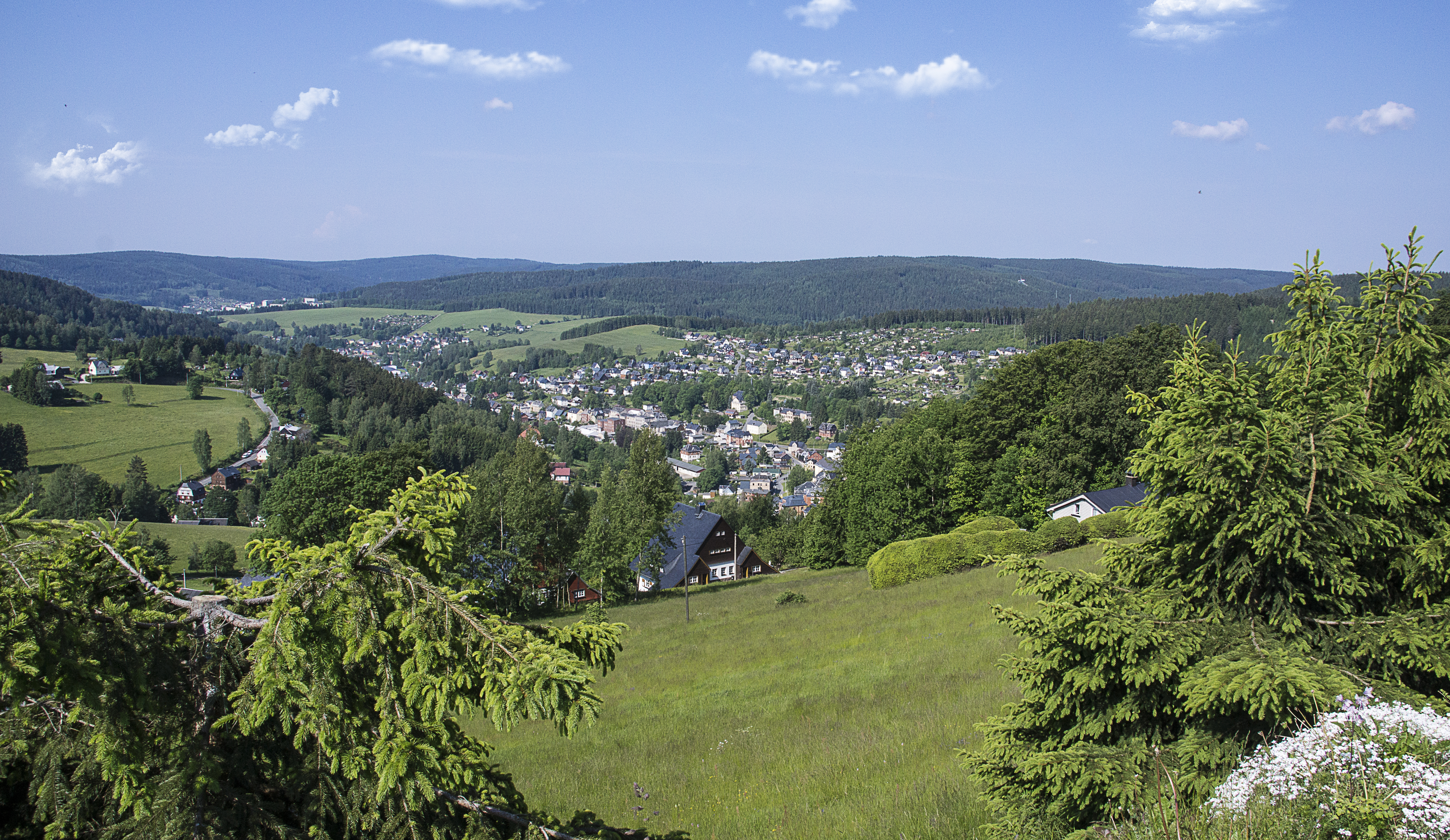
Die Stadt vom Aschberg aus gesehen

Klingenthal, bis 2007 Klingenthal/Sa. (vogtländisch Klingedool), ist eine Große Kreisstadt im Südosten des sächsischen Vogtlandkreises. Sie befindet sich im Musikwinkel im Naturpark Erzgebirge/Vogtland. Die Stadt erlangte Bekanntheit durch den Musikinstrumentenbau sowie als Wintersport- und Ferienort im Vogtland.

## Geographie
Klingenthal liegt unmittelbar an der Grenze zu Tschechien, unweit von Kraslice (Graslitz) sowie am Fuße des Aschbergs (936 m ü. NN). Die mit 10,5 km langgestreckte Stadt ist von Nadelwald (vorwiegend Fichten) umgeben. Klingenthal befindet sich im Südosten des sächsischen Teils des historischen Vogtlands, gehört aber bezüglich des Naturraums zum Westerzgebirge. Das Stadtgebiet liegt im Naturpark Erzgebirge/Vogtland.
Durch Klingenthal fließen die Brunndöbra und die Zwota. Beide vereinigen sich an der deutsch-tschechischen Grenze zum Grenzfluss Zwotau, der in Tschechien als Svatava in die Eger mündet.
Wichtige Berge um Klingenthal:
- Kiel (942 m)
- Aschberg (Kamenáč, 936 m)
- Schwarzberg (802 m)
- Bleiberg (Olověný vrch, 802 m)

### Stadtgliederung
Die Stadt Klingenthal besteht aus drei Ortsteilen, von denen Mühlleiten und Zwota eine Funktion als Ortsteil mit eigenem Ortschaftsrat erfüllen.
| Ortsteile                        | Gemeindeteile / Gemarkungen | Bemerkungen |
| -------------------------------- | --- | --- |
| Klingenthal                      | Klingenthal: mit Döhlerwald, Huth, Kriegberg (heute: Körnerberg/Friedensberg), Quittenbach und Unterklingenthal, Brunndöbra (mit Mittelberg), Sachsenberg-Georgenthal (bestehend aus Sachsenberg: Obersachsenberg und Untersachsenberg sowie Georgenthal mit Aschberg und Steindöbra) | |
| Mühlleithen (seit 1. April 1992) | Mühlleithen, Winselburg | |
| Zwota (seit 1. Januar 2013)      | Oberzwota, Zwota (mit Zechenbach) | 1998: gesetzlich verordnete Vereinbarung zur Bildung einer Verwaltungsgemeinschaft mit der Stadt Klingenthal (erfüllende Gemeinde), Vorlage bis 30. September 1999 bei der RAB |

### Nachbargemeinden
| Stadt Schöneck im Vogtlandkreis       | Gemeinde Grünbach im Vogtlandkreis              | Gemeinde Muldenhammer im Vogtlandkreis |
|                                       | Kompassrose, die auf Nachbargemeinden zeigt     |                                        |
| Stadt Markneukirchen im Vogtlandkreis | Stadt Graslitz OT Markhausen im Bezirk Falkenau | Schwaderbach im Bezirk Falkenau        |

## Geschichte

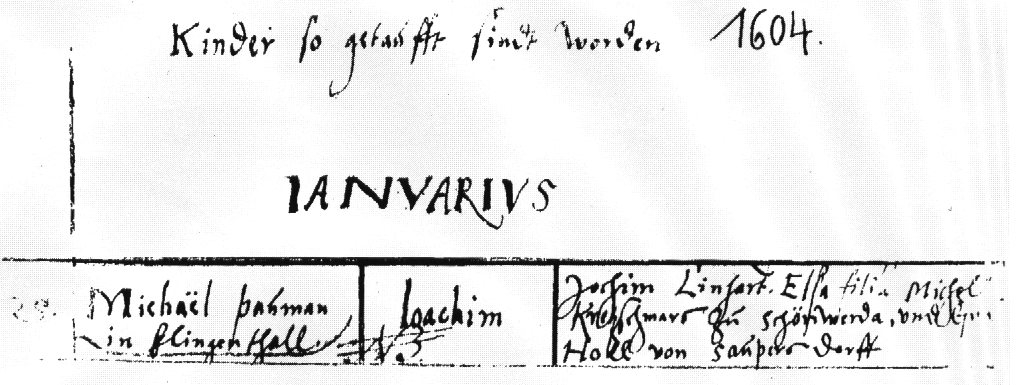
Erste Erwähnung Klingenthals im Kirchenbuch Schöneck

An der Zwota nahe der böhmischen Grenze wurde ab 1591 von Sebastian Köppel ein Hammerwerk errichtet, um die nahen Vorkommen an Eisenerz sowie die weitläufigen Wälder der Region zu nutzen. Am 1. Februar 1602 erfolgte dann auch die erste Erwähnung des Namens „Höllhammer“ im Kirchenbuch der Stadt Schöneck. Es lebten zu dieser Zeit dort Hammerschmiede, Bergleute und Köhler. Bergbau wurde vor allem im Bereich von Brunndöbra und im Tal des Dürrenbachs betrieben. 1628 brannte das Hammerwerk ab. Es wurde bis auf das Hammergut nicht wieder aufgebaut.

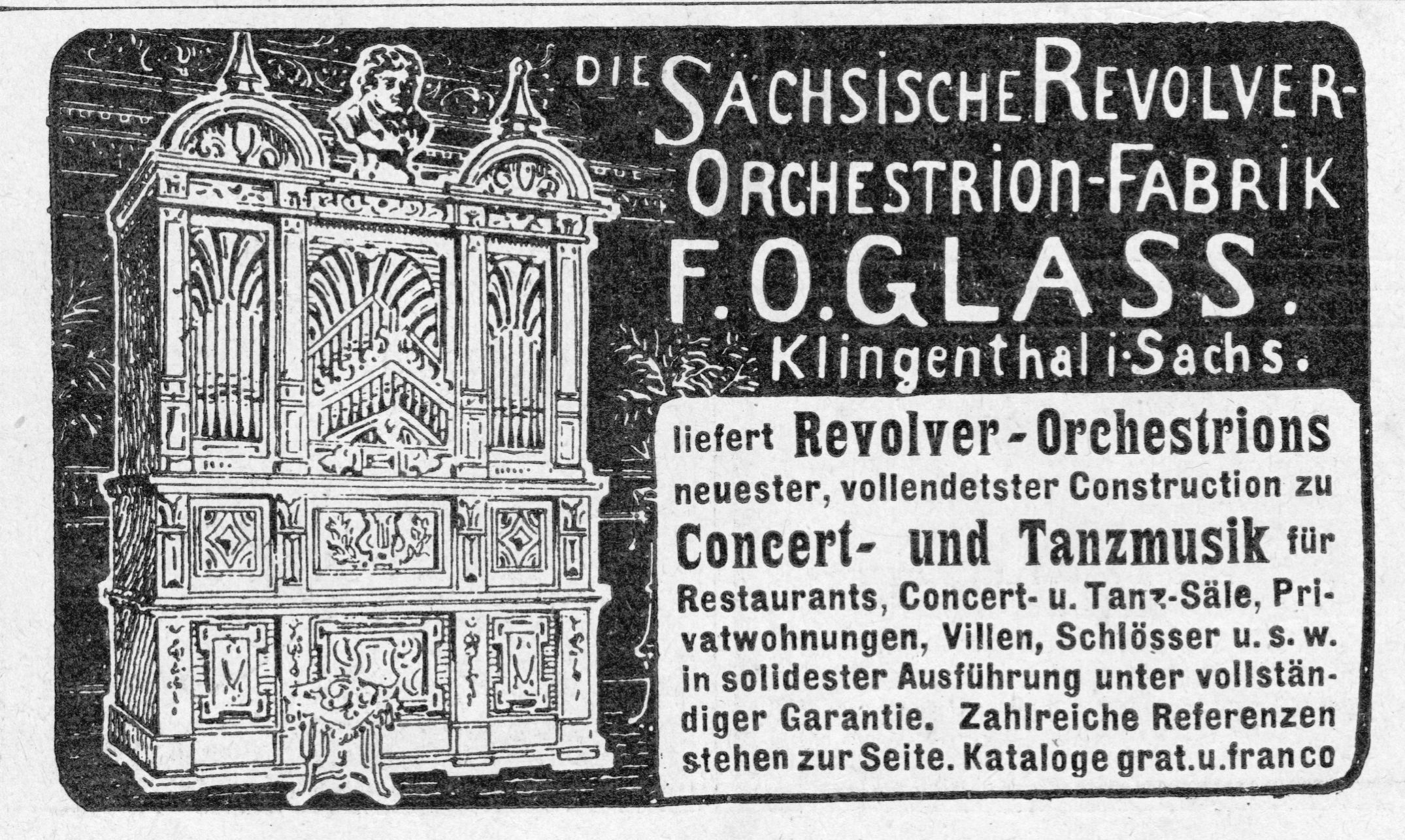
Anzeige der Sächsischen Revolver-Orchestrion-Fabrik F.O. Glass aus dem Jahr 1904

In der Mitte des 17. Jahrhunderts führten böhmische Exulanten, die im Zuge der Gegenreformation auswanderten, den Geigenbau in Klingenthal ein. Von 1657 bis 1718 gehörte die Gegend zum albertinischen Sekundogeniturfürstentum Sachsen-Zeitz. 1716 fand die Gründung einer Geigenmacherinnung statt. Ende des 18. Jahrhunderts folgte die Einführung der Bogenmacherei, der Saitenmacherei und der Fertigung von Holz- und Blechblasinstrumenten in Klingenthal. Im Jahre 1829 kamen die Mundharmonikaproduktion und die Holzkammfertigung dazu, 1852 die Herstellung der Handharmonika, des späteren Akkordeons. Klingenthal wurde in der zweiten Hälfte des 19. Jahrhunderts zu einem Weltzentrum der Harmonikaproduktion. Die älteren Zweige des Musikinstrumentengewerbes wurden durch die Harmonikainstrumente weitgehend verdrängt. Seit 1875 hat Klingenthal einen Bahnanschluss.
Klingenthal lag bis 1856 im kursächsischen bzw. königlich-sächsischen Amt Voigtsberg. Ab 1856 war der Ort Verwaltungssitz des Gerichtsamts Klingenthal. Im Jahr 1875 kam der Ort zur Amtshauptmannschaft Auerbach. 1916 wurde die Schmalspurbahn Klingenthal–Sachsenberg-Georgenthal eröffnet. Sie war die kürzeste und zudem einzige elektrisch betriebene sächsische Schmalspurbahn.
Zu Beginn der Zeit des Nationalsozialismus wurden im Keller des Rathauses und auf dem Gelände der ehemaligen Bräckleinscheune im April und Mai 1933 politische NS-Gegner misshandelt und danach in verschiedene Konzentrationslager deportiert. Das zu ihrer Erinnerung errichtete Ehrenmal wurde 1994 gegen den Widerstand von Angehörigen Verfolgter abgerissen. 2016 wurde auf Initiative der VVN-BdA Vogtland im Rathaus ein „Raum der Erinnerung“ eingerichtet, in dem an die ersten Klingenthaler Opfer des Faschismus erinnert wird.
Das Stadtrecht erhielt Klingenthal am 1. Oktober 1919. Am 25. Juli 1952 wurde aus Teilen der früheren Kreise Auerbach und Oelsnitz der Kreis Klingenthal im Bezirk Chemnitz (1953 in Bezirk Karl-Marx-Stadt umbenannt) gebildet, der 1990 als sächsischer Landkreis Klingenthal fortgeführt wurde. Seit 1996 gehört Klingenthal zum Vogtlandkreis, dessen Verwaltungssitz Plauen ist. Im Unterschied zum elsässischen Klingenthal lautete der offizielle Name der Stadt bis zum 31. Januar 2007 Klingenthal/Sa. Mit Beschluss 377 (veröffentlicht im Amtsblatt der Stadt vom 9. Februar 2007) wurde der Zusatz Sa. gestrichen, die Stadt heißt nach diesem Beschluss seither nur noch Klingenthal. Seit 2019 hat sie den Status einer Großen Kreisstadt.
Die Eigenarten der Gebirgslandschaft haben den Wintersport seit Anfang des 20. Jahrhunderts in Klingenthal heimisch werden lassen. Die Leistungen der Klingenthaler Skisportler haben den Ort und das Niveau des nordischen Skisportes international mitbestimmt. Nach der Jahrtausendwende wurde mehrfach der Skisprung-Weltcup in Klingenthal ausgetragen. Klingenthal  war bis 2018 staatlich anerkannter Erholungsort.

### Eingemeindungen
Am 1. Juli 1950 wurden Brunndöbra und Sachsenberg-Georgenthal (mit Obersachsenberg, Untersachsenberg und Georgenthal) nach Klingenthal eingemeindet. Am 1. April 1992 kam Mühlleithen hinzu, am 1. Januar 2013 schließlich Zwota.

## Einwohnerentwicklung
1910 lag Klingenthal unter den 69 Kommunen der Amtshauptmannschaft Auerbach auf Rang 6 der Einwohnerstatistik. Der sprunghafte Anstieg der Einwohnerzahl im Jahre 1950 ist auf die Eingemeindung von Brunndöbra und Sachsenberg-Georgenthal zurückzuführen. Zu DDR-Zeiten war die Einwohnerzahl der stark industrialisierten Stadt bereits wieder rückläufig. Der wirtschaftliche Niedergang nach der politischen Wende begünstigte diesen Vorgang. Ein weiterer Faktor, der diese Entwicklung begünstigt, ist die Verfügbarkeit preisgünstiger Arbeit aus Tschechien, das seit 2001 per Straßen- und Eisenbahngrenzübergang mit der Stadt verbunden ist. Im Zuge der allmählichen Annäherung der Lohnniveaus der Tschechischen Republik und Deutschlands könnte sich dieser Effekt allerdings zusehends abschwächen.
Entwicklung der Einwohnerzahl (ab 1960 31. Dezember):
| 1834 bis 1946 - 1834: 1.577 - 1871: 2.563 - 1890: 4.755 - 1910: 6.158 - 1925: 6.471 - 1933: 6.491 - 1946: 6.652 * | 1950 bis 1999 - 1950: 17.399 ** - 1960: 15.497 - 1971: 14.062 - 1981: 13.364 - 1984: 13.369 - 1998: 10.471 - 1999: 10.203 | 2000 bis 2010 - 2000: 9.999 - 2001: 9.769 - 2002: 9.500 - 2003: 9.315 - 2004: 9.116 - 2007: 8.674 - 2008: 8.575 - 2010: 8.268 | 2012 bis 2022 - 2012: 9.167 - 2013: 9.078 - 2015: 8.783 - 2018: 8.365 - 2022: 7.764 |

* 29. Oktober     ** 31. August

## Politik

### Stadtrat
Seit der Stadtratswahl am 9. Juni 2024 verteilen sich die 15 Sitze des Stadtrates folgendermaßen auf die einzelnen Gruppierungen:
- CDU: 5 Sitze
- Pro Klingenthal – meine Stadt e. V. (Pro): 5 Sitze
- AfD: 1 Sitz (drei Sitze bleiben mangels Kandidaten unbesetzt)
- Freie Wählergemeinschaft Klingenthal (FWG): 3 Sitze
- FDP: 1 Sitz

| Stadtrat ab 2024Insgesamt 15 Sitze - Pro: 5 - FWG: 3 - CDU: 5 - FDP: 1 - AfD: 1 | Wahlvorschlag                        | 2024   | 2024   | 2019   | 2019   | 2014   | 2014   |
| Stadtrat ab 2024Insgesamt 15 Sitze - Pro: 5 - FWG: 3 - CDU: 5 - FDP: 1 - AfD: 1 | Wahlvorschlag                        | Sitze  | in %   | Sitze  | in %   | Sitze  | in %   |
| Stadtrat ab 2024Insgesamt 15 Sitze - Pro: 5 - FWG: 3 - CDU: 5 - FDP: 1 - AfD: 1 | CDU                                  | 5      | 28,5   | 7      | 39,4   | 9      | 45,1   |
| Stadtrat ab 2024Insgesamt 15 Sitze - Pro: 5 - FWG: 3 - CDU: 5 - FDP: 1 - AfD: 1 | pro Klingenthal – meine Stadt e. V.  | 5      | 25,6   | 6      | 33,2   | 5      | 23,7   |
| Stadtrat ab 2024Insgesamt 15 Sitze - Pro: 5 - FWG: 3 - CDU: 5 - FDP: 1 - AfD: 1 | AfD                                  | 1      | 22,6   | –      | –      | –      | –      |
| Stadtrat ab 2024Insgesamt 15 Sitze - Pro: 5 - FWG: 3 - CDU: 5 - FDP: 1 - AfD: 1 | Freie Wählergemeinschaft Klingenthal | 3      | 16,3   | 5      | 27,5   | 3      | 18,5   |
| Stadtrat ab 2024Insgesamt 15 Sitze - Pro: 5 - FWG: 3 - CDU: 5 - FDP: 1 - AfD: 1 | FDP                                  | 1      | 7,0    | –      | –      | –      | –      |
| Stadtrat ab 2024Insgesamt 15 Sitze - Pro: 5 - FWG: 3 - CDU: 5 - FDP: 1 - AfD: 1 | SPD                                  | –      | –      | –      | –      | 1      | 9,0    |
| Stadtrat ab 2024Insgesamt 15 Sitze - Pro: 5 - FWG: 3 - CDU: 5 - FDP: 1 - AfD: 1 | PBC                                  | –      | –      | –      | –      | –      | 3,7    |
| Stadtrat ab 2024Insgesamt 15 Sitze - Pro: 5 - FWG: 3 - CDU: 5 - FDP: 1 - AfD: 1 | Wahlbeteiligung                      | 64,0 % | 64,0 % | 57,6 % | 57,6 % | 43,6 % | 43,6 % |

### Bürgermeister

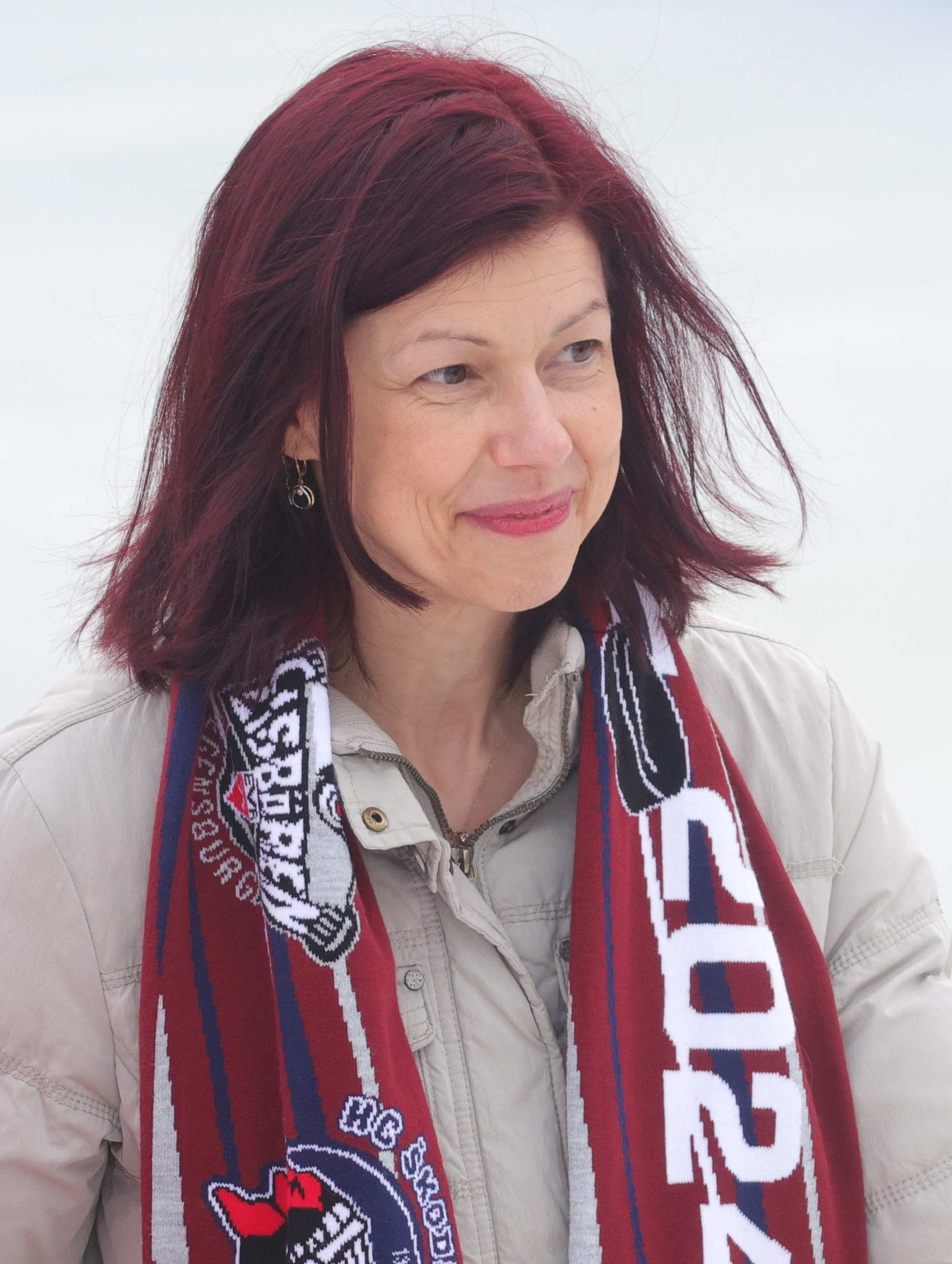
Judith Sandner (2024)

Bis März 2010 war Reiner Schneidenbach (CDU) Bürgermeister von Klingenthal, ab April 2010 hatte Enrico Bräunig (SPD) dieses Amt inne. Er wurde zum 31. Dezember 2012 in den Ruhestand verabschiedet. Bei der ersten Sitzung des Stadtrats am 10. Januar 2013 wurde die Hauptamtsleiterin Inge Schneider zur Amtsverweserin bestimmt, die die Geschäfte des Bürgermeisters bis zu dessen Neuwahl übernahm. Die Bürgermeisterwahl fand am 24. März 2013 statt. Bei dieser Wahl setzte sich der bisherige Bürgermeister von Zwota, Thomas Hennig (damals parteilos, später der CDU beigetreten) durch. Auf ihn entfielen 97,59 % der Stimmen bei einer Wahlbeteiligung von 50,2 %. Mit der Erklärung zur Großen Kreisstadt wurde Bürgermeister Thomas Hennig am 8. August 2019 zum Oberbürgermeister. Mit seinem Amtsantritt als Landrat des Vogtlandkreises am 15. August 2022 wurde das Oberbürgermeisteramt vakant. Die dafür erforderliche Neuwahl fand am 27. November statt. Judith Sandner von den Freien Wählern erhielt 92,6 % der Stimmen bei einer Wahlbeteiligung von 31,2 %.
| Wahl | Bürgermeister         | Vorschlag | Wahlergebnis (in %) |
| ---- | --------------------- | --------- | ------------------- |
| 2022 | Judith Yvonne Sandner | FWG       | 92,0                |
| 2020 | Thomas Hennig         | CDU       | 99,2                |
| 2013 | Thomas Hennig         | CDU       | 97,5                |
| 2010 | Enrico Bräunig        | Bräunig   | 47,6                |
| 2006 | Reiner Schneidenbach  | CDU       | 50,9                |

### Städtepartnerschaften
Klingenthal unterhält Städtepartnerschaften mit:
- Kraslice (Graslitz), Tschechien, seit 1952
- Neuenrade, Nordrhein-Westfalen, seit 1990[18]
- Castelfidardo, Italien seit Mai 2003

## Kultur und Sehenswürdigkeiten

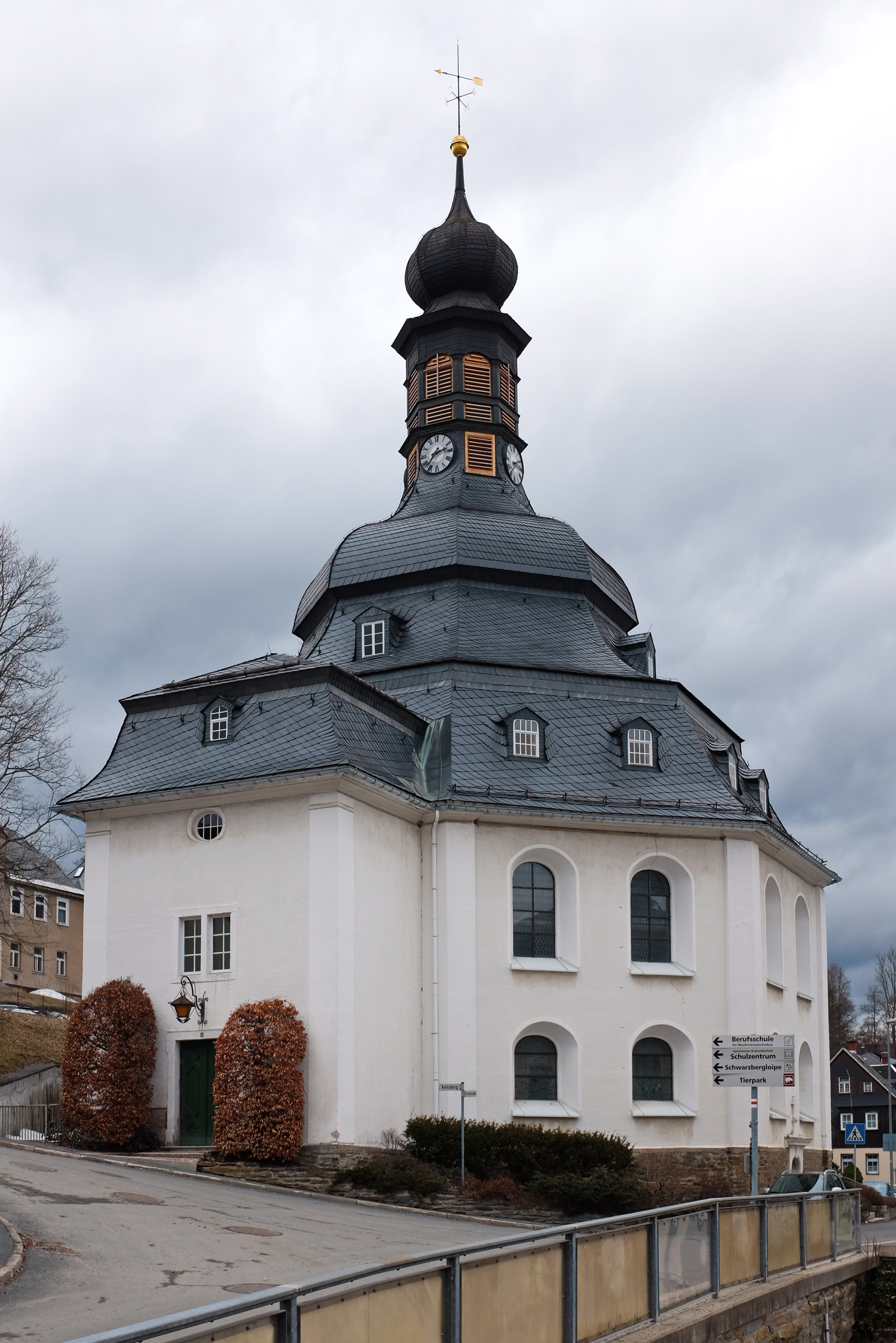
Rundkirche
„Zum Friedefürsten“

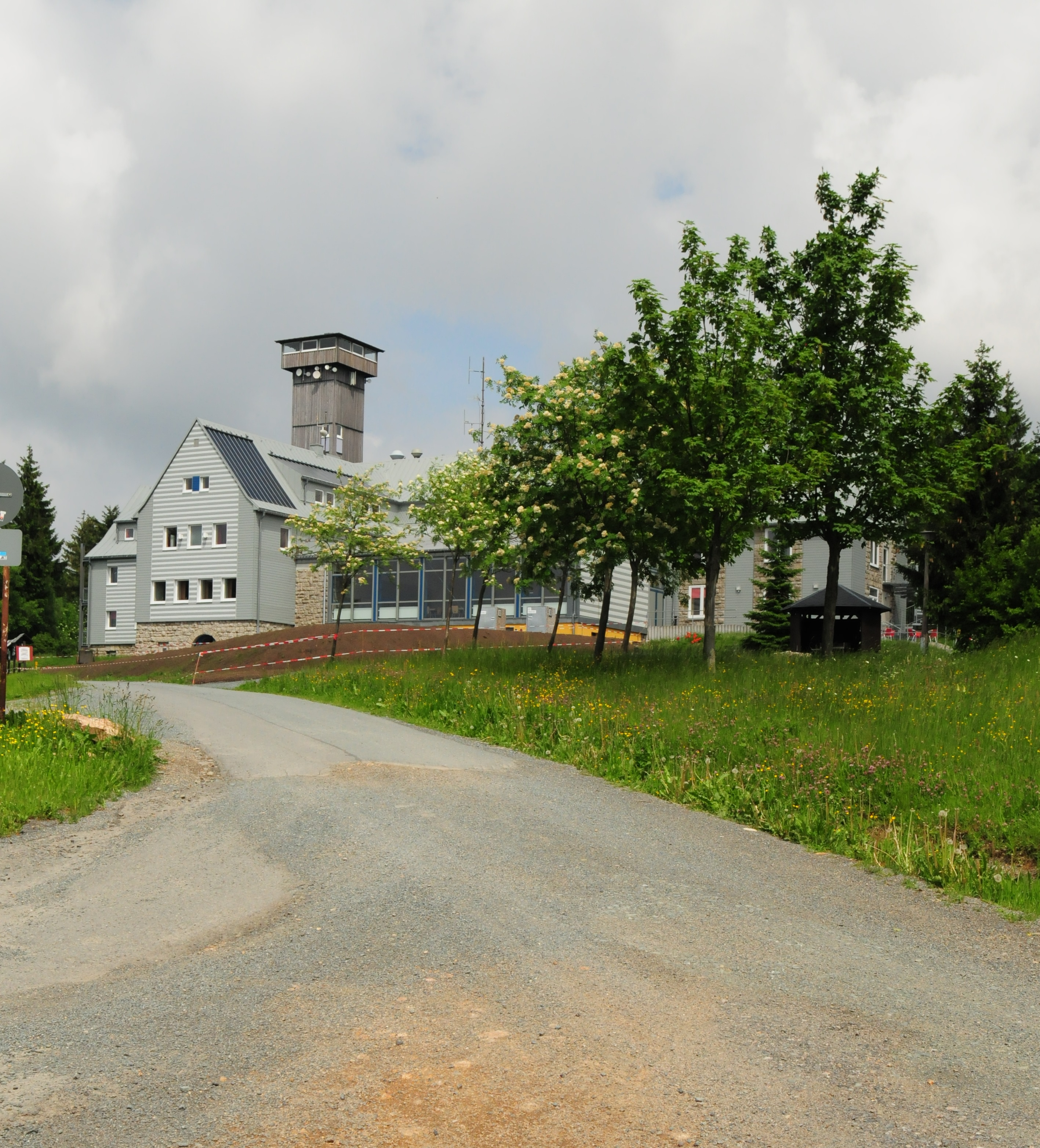
Jugendherberge Klingenthal, dahinter der „Otto Hermann Böhm Turm“

Vogtland Arena

### Museen und Freilandanlagen
- Musik- und Wintersportmuseum Klingenthal
- Arboretum „An der Braunleithe“ des Forstbezirks Adorf (im Ortsteil Brunndöbra, an der Forststraße)[19]
- Tierpark Klingenthal auf der Richard-Wagner-Höhe (1963 eröffnet)[20]
- Harmonikamuseum Zwota im ehemaligen Schulgebäude
- Akkordeon-Schaumanufaktur – seit 1. Januar 2011 geschlossen

### Musik
- Stadtorchester Klingenthal 1866 e. V.
- BrassSocks e. V.
- Kirchenkonzerte in der Rundkirche Zum Friedefürsten
- Internationaler Akkordeonwettbewerb
- Männerchor Goldbergchor
- Akkordeonorchester Klingenthal e. V.
- Posaunen- und Kirchenchöre der einzelnen Kirchgemeinden
- Mundharmonika-Live Festival

### Religionen und Kirchen
- Evangelisch-lutherische Kirchen:
  - Stadtkirche Zum Friedefürsten (erbaut 1736–1737)
  - Lutherkirche, Brunndöbra (erbaut 1909)
  - Kirche St. Johannis, Sachsenberg-Georgenthal (erbaut 1872)
- Römisch-katholische Kirche:
  - Kirche Maria Rosenkranz Königin (erbaut 1872)
- Brüderbewegung (Freikirche)

### Bauwerke
- Großschanze an der Vogtland Arena
- Jugendherberge Klingenthal
- Wanderaussichtsturm „Otto Hermann Böhm“: – Der 1999 errichtete Aussichtsturm hat eine Gesamthöhe von 32 m und eine Standorthöhe von über 900 m ü. NN und befindet sich neben der 1929 errichteten Jugendherberge Klingenthal auf dem Aschberg knapp neben der Grenze zu Tschechien.

### Naturdenkmäler in der Umgebung Klingenthals
- Topasfelsen Schneckenstein
- Naturschutzgebiet Hochmoor Großer Kranichsee
- Arnikawiese Winselburg
- Radiumquelle im Steinbachtal
- Siehe auch: Liste der Naturdenkmale in Klingenthal

### Sport
- Vogtland Arena
- Loipenzentrum Klingenthal/Mühlleithen: Rund um Klingenthal führen 110 km gespurte Loipen. Hier finden sportliche Wettkämpfe statt (zum Beispiel Kammlauf).
- Ski-Lifte: In der Umgebung befinden sich 3 Skihänge mit unterschiedlichem Schwierigkeitsgrad.
- Tennisclub Klingenthal: Der TCK verfügt über 3 modern ausgestattete Tennisplätze im Stadtteil Zwota.
- Mit dem SC Dynamo Klingenthal hatte eines der DDR-Wintersport-Leistungszentren seinen Sitz in der Stadt.

### Regelmäßige Veranstaltungen
Jedes Jahr im Mai wird der Internationale Akkordeonwettbewerb Klingenthal durchgeführt, der bei Experten in aller Welt ein hohes Ansehen genießt.
Weiterhin finden regelmäßig Konzerte im Park statt. Zwei Blasorchester, ein Akkordeonorchester und zahlreiche kleinere Musikgruppen sind durch Rundfunk, Fernsehen und Schallplatten bekannt.
Eine weitere bedeutende Veranstaltung ist Mundharmonika-Live an jedem dritten Wochenende im September. Höhepunkt des internationalen Mundharmonikafestivals ist neben den Workshops für Laien und Profis die musikalisch-kulinarische Livenacht mit Mundharmonikamusik in zahlreichen Klingenthaler Gaststätten. Die musikalische Palette reicht von Folk über Blues, Jazz, Dixieland bis zum Country.
In der Rundkirche „Zum Friedefürsten“ werden regelmäßig Kirchenkonzerte gegeben.

## Wirtschaft und Infrastruktur

### Gewerbe
- C. A. Seydel Söhne, Mundharmonikafabrik
- Gastgewerbe insbesondere für Wander- und Wintersport-Tourismus
- Sitz einiger Firmen und Einrichtungen zur Erforschung und Entwicklung, zum Bau und zur Reparatur von Musik-Instrumenten und Musik-Elektronik
- Metallverarbeitende Betriebe
- Forstwirtschaft
- Produktion medizinischer Produkte
- Herstellung elektronischer Bauteile, zum Beispiel für die Bahnindustrie
- Herstellung von elektronischem Zubehör für Modelleisenbahnen

### Verkehr

#### Öffentlicher Nahverkehr
Klingenthal liegt an der Eisenbahnstrecke von Zwickau nach Sokolov (Falkenau/Eger), welche heute von der Vogtlandbahn (Zwickau – Klingenthal (Grenze)) und der tschechischen Eisenbahngesellschaft GW Train Regio (Klingenthal (Grenze) – Sokolov) betrieben wird. Täglich bestehen mit der Vogtlandbahn stündlich Verbindungen nach Plauen und Zwickau Zentrum sowie nach Kraslice. Zweistündlich werden die Bahnen nach Sokolov weitergeführt. Am Wochenende verkehren einzelne Fahrten ab Sokolov bis nach Karlsbad.
Bis 2011 wurde der Bahnhof Klingenthal und dessen Umfeld verschönert. Dies wurde Ende September 2011 mit einem Abriss des Empfangsgebäudes eingeleitet. Von 1917 bis 1964 verkehrte im Döbratal zwischen Klingenthal und Sachsenberg-Georgenthal die elektrisch betriebene Schmalspurbahn Klingenthal–Sachsenberg-Georgenthal mit 1.000 mm Spurweite.
Klingenthal wird im vertakteten ÖPNV des Verkehrsverbunds Vogtland von folgenden Buslinien der Plauener Omnibusbetrieb GmbH bedient, die abschnittsweise Stadtverkehrsfunktionen übernehmen:
Stand: 15. Dezember 2024
| Linie | Endpunkte                | Verlauf                                      | Klassifizierung   |
| ----- | ------------------------ | -------------------------------------------- | ----------------- |
| 20+   | Rodewisch ↔ Klingenthal  | Auerbach – Beerheide – Tannenbergsthal       | PlusBus           |
| 30+   | Bad Elster ↔ Klingenthal | Adorf – Markneukirchen                       | PlusBus           |
| 90+   | Plauen ↔ Aschberg        | Oberlosa – Oelsnitz – Schöneck – Klingenthal | PlusBus / TaktBus |

#### Straßenverkehr und Grenzübergänge
Durch Klingenthal führt die B 283, die ab der Kreuzung Graslitzer Straße jeweils als Auerbacher Straße (nach Nordosten; ehemals Leninstraße) und Markneukirchner Straße (nach Westen) bezeichnet wird. Vier Verbindungen über die Staatsgrenze zwischen Deutschland und Tschechien gibt es in Klingenthal:
- Eisenbahngrenzübergang der Linie Zwickau-Sokolov
- PKW-Grenzübergang Klingenthal – Graslitz an der B 283
- PKW-Grenzübergang Aschberg – Bublava (deutsch Schwaderbach)
- Wanderübergang Klingenthal/Aschberg – Bublava

### Bildung

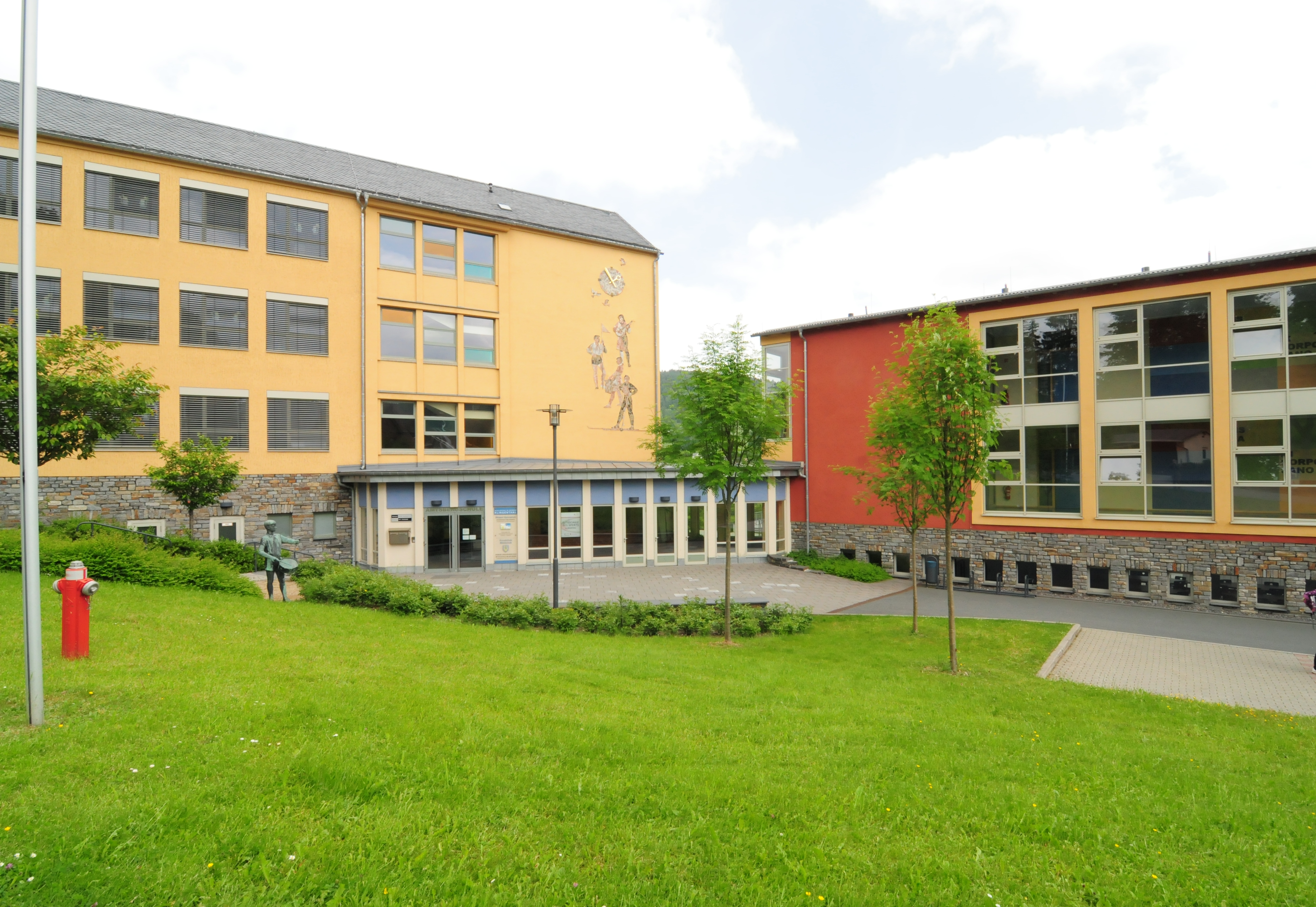
Sportgymnasium am Amtsberg

- Berufliches Schulzentrum Vogtland – Berufs- und Berufsfachschule Musikinstrumentenbau
- Kreisvolkshochschule
- Musikschule Vogtland e. V.
- Schulzentrum „Am Amtsberg“ (Grundschule, Gymnasium mit vertieftem sportlichen und mathematisch-naturwissenschaftlichem Profil, Mittelschule)

## Filme
- Einmal ist keinmal (auch bekannt als „So klingt’s in Klingenthal“). Spielfilm, DDR 1955. Regie: Konrad Wolf, Musik: Günter Kochan
- T-34, Kriegsfilm, Russland 2018.